# Echo perornata
Echo perornata là loài chuồn chuồn trong họ Calopterygidae. Loài này được Yu & Hämäläinen mô tả khoa học đầu tiên năm 2012.